# Hrabstwa Szkocji

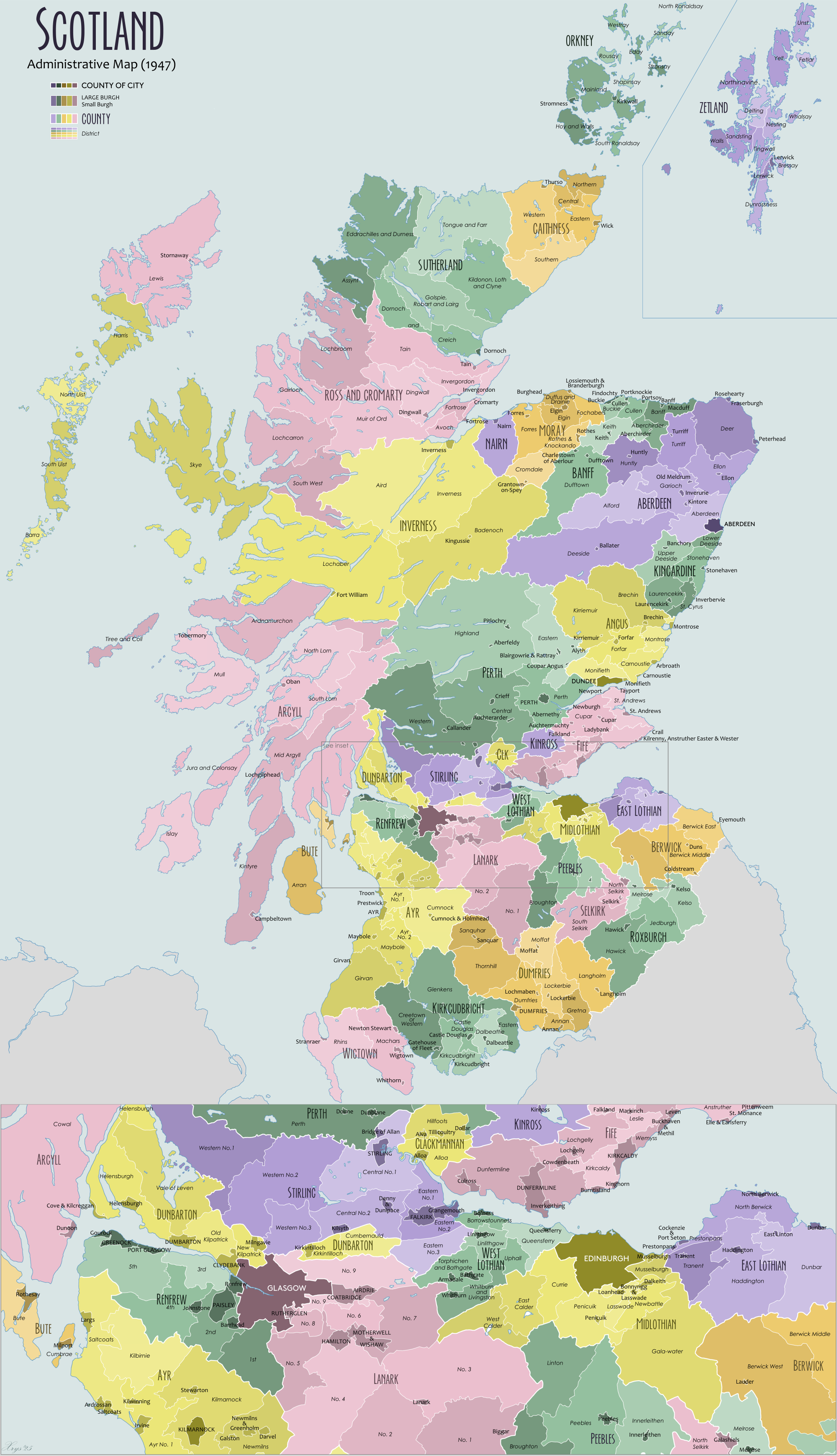
Mapa Szkocji przedstawiająca podział na hrabstwa i jednostki administracyjnego niższego rzędu w 1947 roku

Hrabstwa Szkocji (ang. counties lub shires) – dawne jednostki podziału terytorialnego Szkocji, istniejące co najmniej od XII wieku do 1975 roku.
Koncepcja podziału terytorium na hrabstwa przybyła z Anglii, gdzie hrabstwa ustanowione zostały przez Normanów, wkrótce po podboju tego kraju w 1066 roku. Pierwsze hrabstwa w Szkocji utworzone zostały w okresie panowania Dawida I (1124–1153), w południowo-wschodniej części kraju. Większość hrabstw uformowana została do XIII wieku, choć ostatnie, na północno-zachodnich peryferiach kraju, powstały dopiero w XVII wieku. Pierwotnie pełniły one głównie funkcję sądowniczą, jako obszary jurysdykcji szeryfa, który reprezentował na danym terenie monarchę, nazywane szeryfowstwami (sheriffdoms). Z czasem hrabstwa nabyły funkcję administracyjną. W połowie XIX wieku granice hrabstw i szeryfowstw przestały się pokrywać.
Hrabstwa przetrwały do 1975 roku w zasadniczo niezmienionych granicach. W 1891 roku dokonano niewielkich korekt granic, likwidując większość ekslaw i enklaw. Szczególnie rozczłonkowane hrabstwo Cromartyshire połączono z Ross-shire, tworząc nowe hrabstwo Ross and Cromarty. Tym samym liczba hrabstw zmniejszyła się z 34 do 33.
Hrabstwa przestały istnieć w 1975 roku, kiedy to w wyniku reformy administracyjnej zastąpione zostały przez dwustopniowy podział na regiony (regions) i dystrykty (districts). W 1996 roku kolejna reforma administracyjna wprowadziła nowy podział na „obszary rady lokalnej” (council areas). Współcześnie termin „hrabstwo” (county) bywa używany w odniesieniu do tych ostatnich.

## Lista hrabstw
| Nazwa               | Inne nazwy                           | Ośrodek administracyjny                                   | Uwagi                                                         |
| ------------------- | ------------------------------------ | --------------------------------------------------------- | ------------------------------------------------------------- |
| Aberdeenshire       | Aberdeen                             | Aberdeen                                                  |                                                               |
| Angus               | Forfarshire, Forfar                  | Forfar                                                    |                                                               |
| Argyll              | Argyle, Argyllshire                  | Inveraray, później Lochgilphead                           |                                                               |
| Ayrshire            | Ayr                                  | Ayr                                                       |                                                               |
| Banffshire          | Banff                                | Banff                                                     |                                                               |
| Berwickshire        | Berwick                              | Berwick-upon-Tweed (do 1482), Duns                        |                                                               |
| Buteshire           | Bute                                 | Rothesay                                                  |                                                               |
| Caithness           | Caithness-shire                      | Wick                                                      |                                                               |
| Clackmannanshire    | Clackmannan                          | Clackmannan (do 1821), Alloa                              |                                                               |
| Cromartyshire       | Cromarty                             | Cromarty                                                  | Zlikwidowane w 1891 roku, połączone w Ross and Cromarty       |
| Dumfriesshire       | Dumfries                             | Dumfries                                                  |                                                               |
| Dunbartonshire      | Dumbartonshire, Dumbarton, Dunbarton | Dumbarton                                                 |                                                               |
| East Lothian        | Haddingtonshire, Haddington          | Haddington                                                |                                                               |
| Fife                | Fifeshire                            | Cupar                                                     |                                                               |
| Inverness-shire     | Inverness                            | Inverness                                                 |                                                               |
| Kincardineshire     | Mearns, Kincardine                   | Kincardine, później Stonehaven                            |                                                               |
| Kinross-shire       | Kinross                              | Kinross                                                   |                                                               |
| Kirkcudbrightshire  | Kirkcudbright                        | Kirkcudbright                                             |                                                               |
| Lanarkshire         | Lanark                               | Lanark, później Hamilton                                  |                                                               |
| Midlothian          | Edinburghshire, Edinburgh            | Edynburg                                                  |                                                               |
| Moray               | Elginshire, Elgin, Morayshire        | Elgin                                                     |                                                               |
| Nairnshire          | Nairn                                | Nairn                                                     |                                                               |
| Orkady (Orkney)     |                                      | Kirkwall                                                  |                                                               |
| Peeblesshire        | Tweeddale, Peebles                   | Peebles                                                   |                                                               |
| Perthshire          | Perth                                | Perth                                                     |                                                               |
| Renfrewshire        | Renfrew                              | Renfrew                                                   |                                                               |
| Ross and Cromarty   |                                      | Dingwall                                                  | Utworzone w 1891 roku z połączenia Cromartyshire i Ross-shire |
| Ross-shire          | Ross                                 | Dingwall                                                  | Zlikwidowane w 1891 roku, połączone w Ross and Cromarty       |
| Roxburghshire       | Roxburgh                             | Roxburgh, później Jedburgh (do 1899), Newtown St Boswells |                                                               |
| Selkirkshire        | Ettrick Forest, Selkirk              | Selkirk                                                   |                                                               |
| Stirlingshire       | Stirling                             | Stirling                                                  |                                                               |
| Sutherland          | Sutherlandshire                      | Dornoch                                                   |                                                               |
| Szetlandy (Zetland) | Shetland                             | Lerwick                                                   |                                                               |
| West Lothian        | Linlithgowshire, Linlithgow          | Linlithgow                                                |                                                               |
| Wigtownshire        | Wigtown                              | Wigtown                                                   |                                                               |

W latach 90. XIX wieku Aberdeen, Dundee, Edynburg i Glasgow ustanowione zostały miastami na prawach hrabstwa (county of city).